# الطاقة الشمسية في تركيا

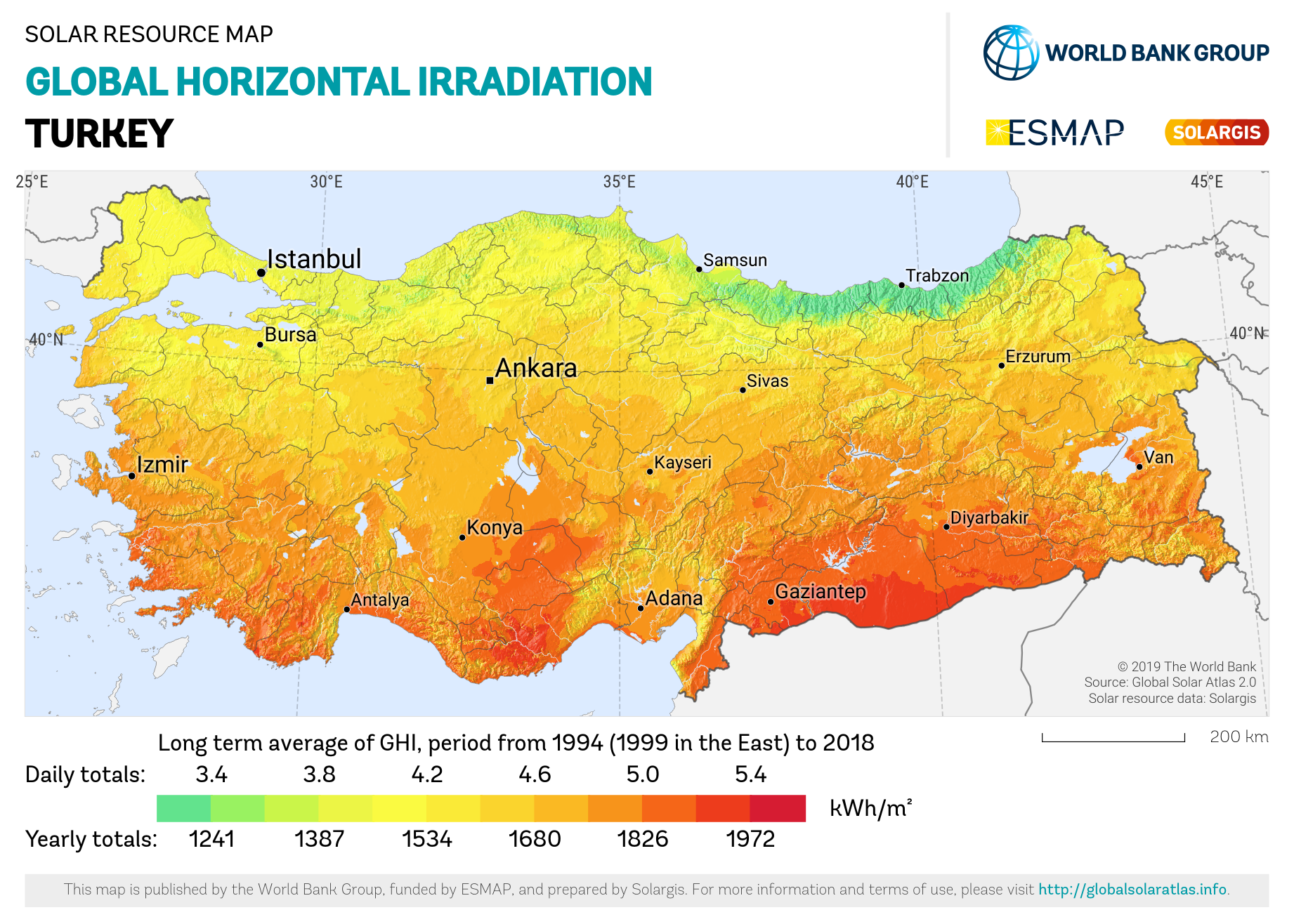
الإشعاع الشمسي في تركيا

تمتاز تركيا بمكانة متميزة في سوق الطاقة الشمسية في أوروبا. فبالمقارنة مع باقي دول أوروبا مثل إسبانيا، فإن معدل الإشعاع الشمسي وعدد ساعات سطوح الشمس لتركيا أكبر بكثير. أعلنت تركيا أنها تهدف إلى توليد 3 جيجاوات بأقل تقدير بحلول عام 2023.

## معدل الإشعاع الشمسي
- متوسط ساعات سطوع الشمس السنوي في تركيا هو 2640 ساعة بواقع 7.2 ساعة يوميا
- متوسط الإشعاع الشمسي السنوي هو 1311 كيلو وات ساعة/ المتر مربع في السنة أو 3.6 كيلو وات ساعة/ المتر مربع في اليوم.

## السياسات والقوانين والحوافز
في عام 2010، أصدرت تركيا قانونها الثاني للطاقة المتجددة رقم 6094 المعني بكيفية الاستخدام الأمثل لمصادر الطاقة المتجددة.

هذا القانون يصنف المشاريع حسب سعتها، فالمشاريع التي يصل إنتاجها تقريبا إلى حوالي 50 كيلو وات ( الخلايا الشمسية على أسطح المنازل كمثال) تحتاج لترخيص وتنظيم وربط مع أمثالها من المشاريع الكبيرة. أما المشاريع التي يصل إنتاجها إلى 1 ميجاوات لا تحتاج إلى ترخيص غالبا إلا في حالة الربط مع شبكة الكهرباء الوطنية، بسعر 0.133 دولار للكيلو وات الساعة لمدة 10 سنوات.
غالبا ما تكون هذه التراخيص غارقة في البيروقراطية والتي تهدف إلى التأكد من استقرار النظام وإمكانية اعتماد الشبكة عليه.

## السخانات الشمسية

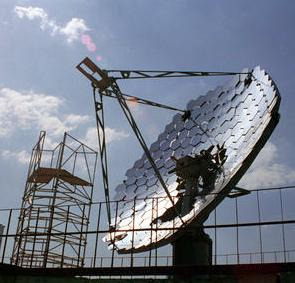
طبق مجمع الطاقة الشمسية الحرارية

الاستخدام الرئيسي للطاقة الشمسية في تركيا هو في أنظمة مجمعات الطاقة الشمسية الحرارية. تعتبر تركيا واحدة من البلدان الرائدة في هذا المجال بسعة 10 جيجاوات في عام 2011 (129 كيلووات لكل 1000 نسمة).

## الخلايا الشمسية
يتوقع نمو الخلايا الشمسية في تركيا في السنوات القليلة القادمة، نتيجة لإستثمار الشركات الصينية.
| العام                                                             | السعة المضافة | السعة الكلية بالميجاوات (MWp) | الطاقة المولدة بالجيجاوات (GWh) |
| ----------------------------------------------------------------- | ------------- | ----------------------------- | ------------------------------- |
| 2008                                                              | 0.75          | 4                             | n.a.                            |
| 2009                                                              | 1             | 5                             | n.a.                            |
| 2010                                                              | 1             | 6                             | n.a.                            |
| 2011                                                              | 1             | 7                             | n.a.                            |
| 2012                                                              | 5             | 12                            | n.a.                            |
| 2013                                                              | 6             | 18                            | n.a.                            |
| 2014                                                              | 40            | 58                            | n.a.                            |
| 2015                                                              | 191           | 249                           | n.a.                            |
| المصدر: التقرير الأخير للوكالة الدولية للطاقة، والتقارير السابقة. |               |                               |                                 |

## محطات الطاقة الشمسية المركزة

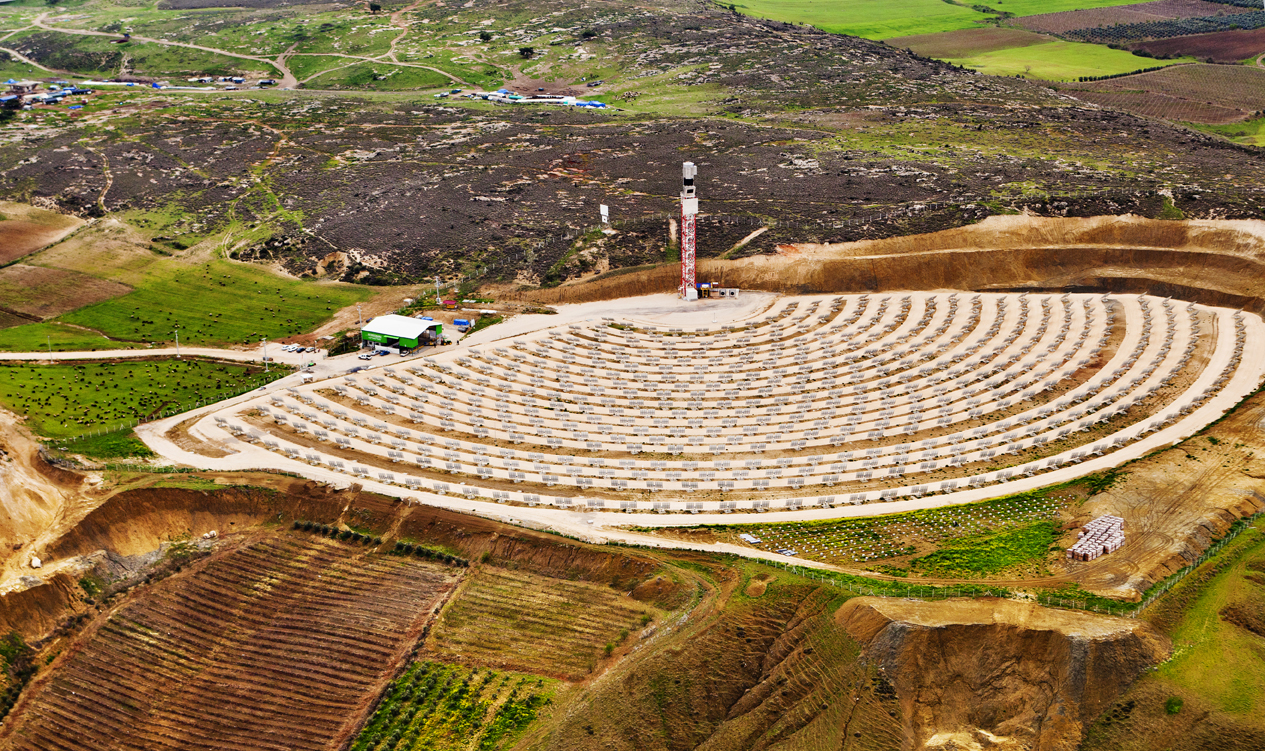
محطة مرسين

قامت شركة جرين واي (Greenway CSP) للطاقة الشمسية بإنشاء محطة بسعة كلية 5 ميجاوت في مرسين.

## وصلات خارجية
- Turkish Electric Power
- What is Solar Power
- Solar Maps of Turkey
- Turkish Hi-tech enterprise Solar Manufacturer
- Turkey's Established Solar Power Company
- Edessa Solar Project
- Greenway Mersin CSP Tower Plant
- Sample guidelines : cumulative environmental impact assessment for hydropower projects in Turkey
- Greenway CSP